# Toprakseven, Çaldıran
Toprakseven là một xã thuộc thành phố Çaldıran, tỉnh Van, Thổ Nhĩ Kỳ. Dân số thời điểm năm 2011 là 886 người.